# Prodigium
Ein Prodigium (lat.: Wunderzeichen; Ungeheuerlichkeit) ist im Kontext der römischen Religiosität ein – als göttliches Zeichen des Zorns interpretiertes – seltsames Ereignis (Meteoriteneinschläge, Fehlbildungen bei Menschen oder derartiges).
Prodigien sind ausschließlich als düstere und vor allem zufällig eintretende Vorzeichen zu verstehen – also nicht etwa als Prophezeiungen bestimmter Geschehnisse (wie im Falle des Orakels). Da sie stets dem römischen Staat in seiner Gesamtheit galten, bedurften sie der Anerkennung des Senats. Um die Götter wieder zu besänftigen, erfolgte immer am Jahresanfang eine kollektiv-rituelle Entsühnung.
Als Grundlage einer Erzähltradition, die ab der Renaissance sehr einflussreich wurde, ist die Prodigienliteratur für die Erzählforschung von besonderem Interesse.